# 塚本清彦
塚本 清彦（つかもと きよひこ、1961年2月26日 - ）は、兵庫県出身のバスケットボール選手・指導者、スポーツジャーナリストである。愛称は「ツカちゃん」。現役時代のポジションはポイントガード。明治大学ヘッドコーチ、法政大学ヘッドコーチ、バスケットボールカレッジ学園長などを歴任。

## 来歴
育英高校から明治大学を経て、日本鋼管に進む。日本リーグ優勝2回、オールジャパン優勝2回に貢献。1993-94シーズンのリーグではベスト5を受賞。
1996年現役引退。
さらに大阪ディノニクスを立ち上げ、bjリーグ参戦に当たり、トップチームを大阪エヴェッサに譲渡し、エヴェッサの親会社であるヒューマングループが運営する「バスケットボールカレッジ」の学園長に就任した。
現在はNBAなどの解説者を務める。
NBAバスケットボールゲーム「NBAライブ2004」「NBA ライブ 08」「NBA ライブ 09」でも解説者として登場している。

## 経歴
- 育英高校 - 明治大学 - 日本鋼管（1983年〜1996年）

## 解説者としての出演
- 日本バスケットボールリーグ（スカイ・エー）
- NBA中継（NHK BS1）
- NBAマガジン (NHK BS1/NHK 総合)
- ワールドスポーツMLB (NHK BS1)